# 아보메
아보메(프랑스어: Abomey)는 베냉의 도시 이름으로 17세기 경 건국된 다호메이 왕국의 수도였다. 아보메에는 왕조의 흔적이 많이 남아 있으며 궁전 건물도 상당 부분 남아 있다. 덕분에 서아프리카 전역을 대표하여 가장 전통적인 도시로 알려져 있으며 또한 유네스코 세계유산으로 지정되어 있다.
마을은 진흙으로 된 벽으로 둘려쌓여 있다. 전체 길이가 6마일(브래태니커 사전, 1911년도) 정도이며 6개의 성문이 있다. 성문 안에는 가시가 무성한 아카시아나무가 많이 있다.
1892년 11월, 마지막 다호메 왕조의 왕이었던 베한진(Behanzin)이 프랑스 군에 패하면서 아보메 인근과 북쪽 지방이 상당 부분 불태워졌다. 프랑스군이 마을을 재정비한다는 명목으로 저지른 일이었다. 해안가를 따라 철도를 깔았다고 한다.
1625년에서 1900년까지 12명의 왕이 아보메 왕조의 흥망성쇠를 함께하였다. 아카바 왕을 제외한 모든 왕은 별장을 갖고 있었다. 꼭 새로 짓기보다는 보수공사를 하는 방식을 택한 왕도 많이 있었다.
1993년부터 궁전과 성곽을 재정비하고 구조에 대해 조정을 이뤄내기도 하였다. 오늘날 아보메 시는 그다지 중요성이 없지만 여전히 많은 관광객이 찾으며 베냉을 대표하는 수공예품의 중심지이다.